# Secretaria de Direito Econômico
A Secretaria de Direito Econômico do Ministério da Justiça (SDE), instituída pelos artigos 13 e 14 da Lei 8.884/94 (revogada), foi um órgão do Sistema Brasileiro de Defesa da Concorrência (SBDC). A SDE era responsável por instruir a análise concorrencial dos atos de concentração econômica (fusões, aquisições etc.), bem como investigar e apurar as infrações à ordem econômica, que posteriormente seriam julgadas pelo Conselho Administrativo de Defesa Econômica (CADE). No entanto, a Lei nº 12.529/2011 transferiu as competências da SDE para o CADE, extinguindo a secretaria. Atualmente, o Sistema Brasileiro de Defesa da Concorrência (SBDC) é formado apenas pelo CADE e pela Secretaria de Acompanhamento Econômico (SEAE) do Ministério da Fazenda.